# Осіни-Мокра-Ніва
Осіни-Мокра-Ніва (пол. Osiny-Mokra Niwa) — село в Польщі, у гміні Міжець Стараховицького повіту Свентокшиського воєводства.
У 1975-1998 роках село належало до Келецького воєводства.